# Особенное рождество Пинки и Брейна
«Особенное рождество Пинки и Брейна» (англ. A Pinky and the Brain Christmas) — анимационный телевизионный спецвыпуск 1995 года, основанный на мультсериале «Пинки и Брейн». В этом спецвыпуске генетически модифицированные и стремящиеся к мировому господству мыши Пинки и Брейн пытаются обманом заставить Санта-Клауса доставить гипнотические куклы в качестве подарков на Рождество.
Режиссёром «Особенного рождества Пинки и Брейна» выступил Расти Миллс, а Пинки и Брейна озвучили Роб Полсен и Морис Ламарш.
Хотя мультфильм был выпущен на DVD с первым сезоном мультсериала «Пинки и Брейн», первоначально он был показан 13 декабря 1995 года на канале WB в прайм-тайм в качестве спецвыпуска. Мультфильм получил прайм-таймовую премию «Эмми» за лучшую анимационную программу.

## Сюжет
Пока Пинки пишет для Санта-Клауса свой список желаний, Брейн разрабатывает новую гипнотическую куклу по имени Нудл Ноггин. Он подсчитал, что, производя и распространяя 1 млрд таких кукол, можно будет загипнотизировать большую часть населения земного шара, чтобы оно признало Брейна правителем. Когда Брейн замечает в газете объявление о работе в мастерской Санты, он понимает, что эльфы идеально подошли бы для изготовления кукол, а Санта смог бы их доставить. Мыши отправляются на самолёте, прячась в манекене, а женщина-пилот невольно доставляет их на Северный полюс.
Пинки и Брейн маскируются под эльфов, и угрюмый главный эльф Шотзи назначает их работать в почтовой комнате. Брейн в спешке добавляет в каждый список желаний Нудла Ноггина, заставляя эльфов рыться в своих архивах в поисках схем. В конце концов, Шотзи понимает, что Пинки и Брейн не настоящие эльфы, и мышей захватывает персонал мастерской. Эльфы обнаруживают, что у мышей находятся чертежи Нудла Ноггина, и Шотзи требует сказать, являются ли мыши шпионами Пасхального кролика, Зубной феи или гоблина. Затем Пинки и Брейн убегают и маскируются под двух северных оленей, чтобы вернуться домой к себе в лабораторию. Они видят, как Санта приближается к своим саням, но Брейн удерживает Пинки от передачи Санте его списка желаний.
Во время полёта в санях Санты Пинки и Брейн десантируются на свою лабораторию, непреднамеренно повреждая гипнотический передатчик Брейна. Когда они спешат починить его, Пинки обнаруживает, что его список так и не был доставлен, и плачет. Пока Пинки безудержно рыдает, Брейн сердито читает письмо и удивляется, увидев, что Пинки ничего не просит для себя, вместо этого прося, чтобы все его подарки были доставлены Брейну. Брейн глубоко тронут этим фактом, и когда Пинки сообщает ему, что гипноз кукол Нудлы Ноггина работает, Брейн слишком эмоционален, чтобы требовать мирового господства. Вместо этого он приказывает всем «счастливого Рождества, радости всему миру, радости и счастья» и в приступе ярости разбивает оборудование. На Рождество Пинки и Брейн обмениваются подарками: Брейн получает брелок в форме Земли, а Пинки — контроллер речи.

## Производство
Спецвыпуск был произведён Amblin Entertainment и Warner Bros. Television Studios и был основан на телеспектакле Питера Гастингса. Режиссёром мультфильма был Расти Миллс, а исполнительным продюсером — Стивен Спилберг. Исследователь Фрэнк Санелло отметил, что Спилберг каждый день лично работал над спецвыпуском.
В одной из сцен в мастерской Пинки читает, что вместе с Брейном он приглашёны на вечеринку в доме северного оленя Доннера, что Брейн отвергает, ссылаясь на историческую группу Доннера. Хотя шутка о каннибализме, скорее всего, не была бы понята юными зрителями, актёр Морис Ламарш объяснил, что продюсер Том Рюггер однажды сказал ему: «Я хочу, чтобы это было шоу, и Стивен [Спилберг] хочет, чтобы это было шоу, в котором взрослые и дети могли бы наслаждаться вместе, не разговаривать с одной группой и не потворствовать другой».

## Трансляция и выпуск
После того, как персонажи Пинки и Брейн стали героями уже отдельного одноимённого сериала (ранее они были только частью мультсериала «Озорные анимашки»), спецвыпуск транслировался на WB по вечерам в воскресенье. «Особенное рождество Пинки и Брейна» впервые было показано в прайм-тайм 13 декабря 1995 года.
Мультфильм позже был включён в DVD Pinky and the Brain Vol. 1, выпущенный Warner Home Video. В 2016 году эпизод также показывали на Amazon.

## Роли озвучивали
- Роб Полсен — Пинки
- Морис Ламарш — Брейн
- Эрл Боэн — Санта-Клаус
- Тресс Макнилл — Дэйв Бёрл (лётчица)
- Фрэнк Уэлкер — президент

## Оценки и награды
Кэрен Джеймс из The New York Times отметила: «Специальный выпуск даст взрослым лишь намёк на обычную сатиру сериала». Джеймс назвала спецвыпуск «милым», хотя она считает, что в мультсериале уже были более забавные эпизоды.
В 1996 году спецвыпуск получил прайм-таймовую премию «Эмми» за выдающуюся анимационную программу в 1996 году и премию «Энни» за лучшее индивидуальное достижение в области раскадровки.
В 2005 году исследователи Кевин Каддихи и Филип Меткалф поставили мультфильм на второе место в своём списке «не очень классических мультфильмов», посвящённых теме Рождества, заявив, что он «стоит усилий, чтобы его посмотреть». В 2009 году журнал Entertainment Weekly включил «Особенное рождество Пинки и Брейна» в топ «15 новых классических рождественских произведений», назвав его «очень трогательным». В 2016 году Мэри Грейс Гарис из Bustle написала, что победа спецвыпуска на «Эмми» была неожиданной из-за «милого и простого сердца Пинки».